# Шумський Вадим Пилипович
Вадим Пилипович Шумський (нар. 26 грудня 1937) — український, радянський вчений-хімік, доктор хімічних наук (1987), кандидат технічних наук, старший науковий співробітник, відомий фахівець у галузі фізикохімії високомолекулярних сполук, зокрема — реології полімерів.

## Біографія
В. П. Шумський народився 26 грудня 1937 р. в м. Харків. Після закінчення Київського політехнічного інституту одержав спеціальність інженер-механік хімічних виробництв і з 1960 до 1964 р. працював інженером, а потім старшим інженером в інституті УкрНДІхіммаш. У 1964—1967 рр. як аспірант ІХВС АН УРСР В. П. Шумський проходив аспірантську підготовку в Інституті нафтохімічного синтезу АН СРСР (м. Москва). В 1968 р. захистив дисертацію та одержав науковий ступінь кандидата технічних наук.
З 1968 р. В. П. Шумський працює в Інституті хімії високомолекулярних сполук НАН України молодшим науковим співробітником, старшим науковим співробітником, з 1988 і донині працює провідним науковим співробітником відділу фізикохімії полімерів Інституту хімії високомолекулярних сполук. Наукове звання старшого наукового співробітника йому присвоєно в 1986 р. В 1987 р. В. П. Шумський захистив докторську дисертацію за темою «Реологія структурно-неоднорідних багатокомпонентних полімерних систем» і стає доктором хімічних наук.

## Науковий доробок
В. П. Шумський розвинув новий науковий напрям у реології полімерів — вплив структурної неоднорідності на реологічні властивості багатокомпонентних полімерних систем та зіставлення закономірностей течії полімерних сумішей з їх термодинамічним станом. Вперше було проведено порівняльне дослідження та зіставлення в'язкопружних і термодинамічних характеристик полімерних сумішей при визначенні їх в одному і тому ж температурному режимі. Встановлено, що між ними існує певний взаємозв'язок, який спостерігається незалежно від того є компоненти аморфними чи кристалічними полімерами, каучуками чи олігомерами.
Виконані дослідження дали змогу зробити принциповий висновок, що прояв в'язкопружних властивостей сумішей полімерів, один з компонентів яких знаходиться в текучому, а інший в кристалічному стані при різних режимах деформування аналогічний прояву цих властивостей полімерами, наповненими активним мінеральним наповнювачем. Одержані дані показують принципову можливість регулювання характеру розподілу наповнювача та ступеня агрегації його частинок шляхом зміни реологічних властивостей полімерної матриці. Це відкриває широкі можливості цілеспрямованого використання ефекту екстремальної зміни в'язкопружних властивостей для створення нових полімерних композицій без корінної перебудови існуючих технологічних процесів.
В. П. Шумський — співавтор 2-х монографій, ним опубліковано понад 100 наукових робіт у престижних вітчизняних і закордонних журналах. Він був керівником від України у спільному (Росія, Україна, Італія, Бельгія та Голландія) проекті INTAS (2001 р.), а також учасником проекту INTAS у 1994 р. (Україна, Франція, Німеччина) та 2-х проектів CNRS спільно з Університетом Клод-Бернар (м. Ліон, Франція) з 1999 до 2002 р. і з 2003 до 2005 р. Шумський В. П. — член Спеціалізованої вченої ради із захисту докторських дисертацій ІХВС НАН України та член Міжнародного реологічного товариства ім. Г. В. Виноградова.

## Вибрані наукові праці

### Монографії
- 1. Шумский В. Ф. Реологические свойства смесей полимеров. В кн. Физико-химия многокомпонентных полимерных систем. — Киев: Наук. думка, 1986. — 2, гл. 9. — С. 279—317.
- 2. Kulichikhin V.G., Shumskii V.F., Semakov A.V. Rheological and relaxation behaviour of filled LC-thermoplastics and their blends. In book Rheology and Processing of Liquid Crystal Polymers. — London: Chapman and Hall Publisher, 1995. — Р. 134—181.

### Статті
Профіль в Шумського В. П. в Google scholar
- 1. Shevchenko, V. V., Gumenna, M. A., Korolovych, V. F., Stryutsky, A. V., Trachevsky, V. V., Hrebnov, O., Shumsky V.F. Ledin, P. A. (2017). Synthesis and properties of protic hydroxylic ionic liquids with two types of basic centers in their composition. Journal of Molecular Liquids, 235, 68-76.
- 2. Shumskii, V. F., Kosyanchuk, L. F., Ignatova, T. D., Getmanchuk, I. P., Grishchenko, V. K., Bus'ko, N. A., Babich, O. V. (2015). Rheokinetics of the in situ formation of a poly (methyl methacrylate)–polyurethane blend in the presence of an oligomeric initiator of polymerization: Morphology and mechanical properties of the final reaction products. Polymer Science Series B, 57(5), 488—496.
- 3. Lipatov, Y. S., Shumsky, V. F., Gorbatenko, A. N., Panov, Y. N., Bolotnikova, L. S. (1981). Viscoelastic properties of polystyrene–polycarbonate blends in melt. Journal of Applied Polymer Science, 26(2), 499—508.
- 4. Lipatov, Y. S., Nesterov, A. E., Shumsky, V. F., Ignatova, T. D., & Gorbatenko, A. N. (1982). Comparison of thermodynamic and rheological properties of binary polymer mixtures. European Polymer Journal, 18(11), 981—986.
- 5. Shumsky V.F., Getmanchuk I.P., Lipatov Y.S.. Effect of a filler on the rheological and mechanical properties of the liquid-crystalline polyester-poly(methylmethacrylate) blends //J.Appl.Polym.Sci, –2000. –76, № 3. — P. 993—999.
- 6. Шумський В. Ф., Ліпатов Ю. С., Привалко В. П.,.Фрідріх К та ін. В'язкопружні характеристики в розплавленому стані нанокомпозиту на базі поліпропілену // Доповіді НАН України. –2001. –№ 12. –С.130–134.
- 7. Shumsky V.F., Getmanchuk I.P., Lipatov Yu.S., Cassagnau Ph.et al. Viscoelastic behavior of chlorinated polyethylene/poly(ethylene-co-vinilacetate) blends in the melt state //J. Appl. Polym. Sci. –2003. — 88, –Р. 1911—1918.
- 8. Шумский В. Ф., Гетманчук И. П., Терешин А. К., Куличихин В. Г. Реологические свойства смесей изотропных и анизотропных растворов гидроксипропилцеллюлозы с низкомолекулярным полиизобутиленом //Высокомолекуляр. соединения. Сер. А. –2004. — 46, –№ 12. –С.2059–2071.